# Walter Kirk
Walter Alister Kirk (Belfast, 1887. augusztus 6. – Orange, 1961. június 6.) ausztrál katona, pilóta, az első világháború idején elért hét légi győzelmével ászpilóta.

## Élete

### Ifjúkora
Walter Kirk 1887 augusztusának elején született Belfastban, a mai Észak-Írország területén.

### Katonai szolgálata az első világháborúban
Kirket nem sokkal Ausztrália hadba lépése után sorozták be 1914. augusztus 24-én, az új-dél-walesi Lesmore városában. Rövid kiképzés után a 2. ausztrál könnyűlovas ezredhez került.
1917 októberében jelentkezett át az ausztrál légierőhöz és megfigyelőként aktív szolgálatba került. Első két légi győzelmére Palesztina fölött tett szert 1918. március 27-én, két német géppel szemben. A pilótája a szintén később ásszá váló Eustace Headlam volt. Újabb győzelmét május 22-én aratta egy Albatros D.V ellen. Itt már (mint az elkövetkező győzelmeinél) Ross Smith volt a pilóta. Negyedik győzelmére június 11-én, ötödik légi győzelmére június 19-én tett szert, mindkét esetben egy Rumpler C típusú repülőt legyőzve. Hatodik és hetedik légi győzelmét 1918. július 17-én érte el két Albatros D.V ellen.
A háború befejezését követően kiváló szolgálatukért 1919. február 8-án Ross Smithet és Kirket kitüntették a Kiváló Szolgálati Renddel (Distinguished Service Order). Walter Kirk február 25-én szerelt le a légierőtől.

### Légi győzelmei
A háború alatt hét légi győzelmet szerzett, mindegyiket Bristol F.2b típusú géppel.
| Sorszám | Dátum             | Egység                   | Repülőgép    | Ellenfél     |
| ------- | ----------------- | ------------------------ | ------------ | ------------ |
| 1       | 1918. március 27. | 1. ausztrál repülőszázad | Bristol F.2b | AEG C        |
| 2       | 1918. március 27. | 1. ausztrál repülőszázad | Bristol F.2b | AEG C        |
| 3       | 1918. május 22.   | 1. ausztrál repülőszázad | Bristol F.2b | Albatros D.V |
| 4       | 1918. június 11.  | 1. ausztrál repülőszázad | Bristol F.2b | Rumpler C    |
| 5       | 1918. június 19.  | 1. ausztrál repülőszázad | Bristol F.2b | Rumpler C    |
| 6       | 1918. július 17.  | 1. ausztrál repülőszázad | Bristol F.2b | Albatros D.V |
| 7       | 1918. július 17.  | 1. ausztrál repülőszázad | Bristol F.2b | Albatros D.V |

### További élete
1961. június 6-án halt meg az új-dél-walesi Orange városában.